# Geranium
Cet article concerne le genre Geranium stricto sensu. Pour l'article concernant les géraniums de jardinerie, voir Pélargonium.
Genre
Classification phylogénétique
Geranium est un genre de plantes herbacées sauvages de la famille des Geraniaceae.
Le genre comporte environ 430 espèces répertoriées, distribuées partout dans le monde.

## Étymologie
Le terme de latin scientifique Geranium est dérivé du grec γερανιον /geranion/ de même sens. Et ce terme grec dérive lui-même de γερανος /geranos/ « grue », en raison du style accrescent, le fruit évoquant le bec des grues. Aux XVIIe et XVIIIe siècles, le terme « bec de Grue » était d'ailleurs communément employé en français dans ce sens (dictionnaire de Furetière). Mais selon François Couplan, « la plante que nous connaissons sous le nom de « bec-de-grue » appartient en fait au genre Erodium... Il serait donc plus logique de l'appeler "bec-de-héron" ».

## Description
Les espèces du genre Geranium sont des plantes herbacées annuelles ou pérennes et parfois des sous-arbrisseaux.
Les feuilles stipulées sont opposées ou alternes ; le limbe est palmé avec des divisions allant jusqu'au milieu du limbe (palmatifide) ou presque jusqu'au pétiole (palmatiséqué). Les segments peuvent être entiers ou lobés.

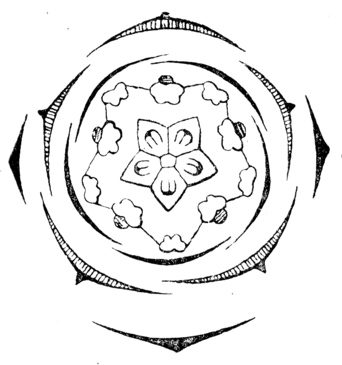
Diagramme floral de Geranium pratense.

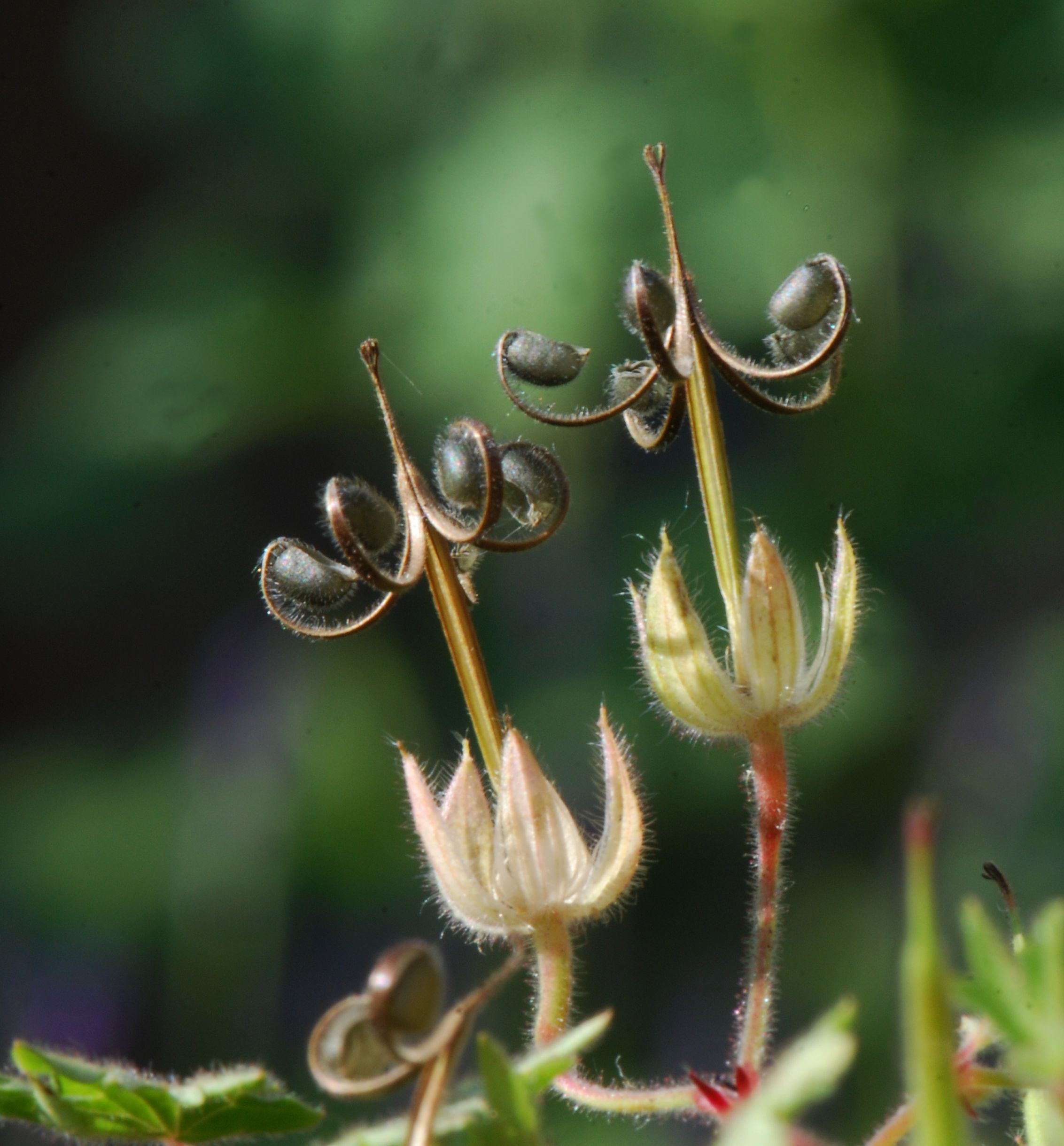
Fruit de Geranium rotundifolium.

L'inflorescence est une cyme pauciflore (à 1-3 fleurs). La fleur actinomorphe (à symétrie radiale), sauf pour G. arboreum qui est zygomorphe. Les 5 sépales verts, libres et souvent poilus ont toujours une pointe saillante. Les 5 pétales libres sont blancs à pourpres. Les 10 étamines aux bords poilus sont réparties sur deux verticilles de 5 ; elles sont toutes fertiles et connées à la base. Les 5 nectaires sont disposées entre les étamines extérieures. L'ovaire a 5 loges avec 2 ovules par loge.
Le fruit comporte un bec (axe central) et 5 méricarpes à 1 seule graine, portée par un filet s'enroulant à maturité. La graine ellipsoïdale est éjectée à distance, expulsion mécanique appelée autochorie. Cette dispersion des semences qui restent à proximité du plant mère où les conditions sont propices à la germination, concerne de nombreuses espèces pionnières.
La formule florale est : {\displaystyle \star K_{5}\;C_{5}\;A_{5+5}\;G_{\underline {(5)}}}
L’odeur caractéristique des feuilles provient d’un terpénoïde, l’oxyde de nérol, synthétisé par le Geranium.
Les  différentes espèces  de Geranium sont de formes diverses et occupent des biotopes très variés.

## Terme botanique latin et terme de la langue commune
Il convient de bien distinguer le terme de latin botanique Geranium (en italique) dont l'extension varie au gré des connaissances botaniques et le nom vernaculaire de la langue française « géranium » dont l'extension est définie par plusieurs siècles d'usage par les jardiniers amateurs et professionnels (2002).
La plupart des plantes nommées communément « géraniums » par les fleuristes n'appartiennent pas au genre Geranium (tel qu'actuellement délimité par les botanistes), mais au genre Pelargonium. Ils portent ce nom en français depuis le XVIIe siècle bien avant que les botanistes ne s'accordent à les classer dans le genre des Pelargonium (voir la section « histoire de la nomenclature » de Geraniaceae). Car, à l'époque de l'importation des Gerianaceae d'Afrique du Sud, le genre Geranium tel que circonscrit par Linné en 1753 dans Species Plantarum regroupait les espèces qui actuellement sont comprises dans les genres Pelargonium, Erodium et Geranium.
On peut néanmoins trouver des espèces de Geranium (au sens restreint actuel) en vente comme plantes horticoles vivaces, comme Geranium sanguineum ou G. macrorrhizum. On parle alors plutôt de « géraniums vivaces ».

## Critères de distinction desGeraniumdesPelargonium
Geranium et Pelargonium en tant que Géraniacées possèdent un fruit allongé, composé de 5 méricarpes, disposés autour d'un axe central (le bec), qui se séparent à maturité.
Les caractéristiques de chaque genre peuvent être résumées dans le tableau suivant de D. M. Miller :
| Geranium                                                                              | Pelargonium |
| ------------------------------------------------------------------------------------- | --- |
| Geranium rotundifolium                                                                | Pelargonium graveolens |
| Fleur régulière (à symétrie radiale) Tous les pétales de forme et de taille semblable | Fleurs irrégulière (à symétrie bilatérale) Les 2 pétales supérieurs et les 3 pétales inférieurs ont des formes différentes |
| Pas d'hypanthe                                                                        | Présence d'un hypanthe (structure formée par la fusion nectaire+pédicelle)                                                 |
| 10 étamines fertiles                                                                  | Moins de 10 étamines fertiles                                                                                              |
| Principalement des plantes herbacées                                                  | Arbustes, arbrisseaux, plantes herbacées                                                                                   |
| Généralement rustiques                                                                | Généralement sensibles au gel                                                                                              |
| Répartis essentiellement dans les régions tempérées de l'hémisphère nord              | Répartis essentiellement dans l'hémisphère sud                                                                             |

## Principales espèces sauvages
Flore européenne :
- Geranium argenteum L. – Géranium à feuilles argentées
- Geranium bohemicum L. – Géranium de Bohème
- Geranium columbinum L. – Géranium colombin
- Geranium dissectum L. – Géranium à feuilles découpées
- Geranium lanuginosum L. – Géranium laineux
- Geranium lucidum L. – Géranium luisant
- Geranium macrorrhizum L. – Géranium à grosses racines
- Geranium maderense Yeo – Géranium de Madère
- Geranium molle L. – Géranium à feuilles molles
- Geranium nodosum L. – Géranium noueux
- Geranium phaeum L. – Géranium livide
- Geranium pratense L. – Géranium des prés
- Geranium purpureum Vill. – Géranium pourpré
- Geranium pusillum L. – Géranium fluet
- Geranium pyrenaicum Burm.f. – Géranium des Pyrénées
- Geranium rivulare Vill. – Géranium blanc
- Geranium robertianum L. – Géranium Herbe à Robert
- Geranium rotundifolium L. – Géranium à feuilles rondes
- Geranium sanguineum L. – Géranium sanguin
- Geranium sylvaticum L. – Géranium des bois
- Geranium tuberosum L. – Géranium tubéreux

## Autres espèces
- Geranium maculatum (en) L., 1753
- Geranium aculeolatum
- Geranium albanum
- Geranium arboreum
- Geranium asphodeloides
- Geranium atlanticum
- Geranium austroapenninum
- Geranium bicknellii
- Geranium biuncinatum
- Geranium brasiliense
- Geranium brevicaule
- Geranium brycei
- Geranium californicum
- Geranium carolinianum
- Geranium cataractarum
- Geranium cazorlense
- Geranium cinereum
- Geranium core-core
- Geranium costaricense
- Geranium crenophilum
- Geranium cuneatum
- Geranium dahuricum
- Geranium dalmaticum
- Geranium divaricatum
- Geranium dolomiticum
- Geranium endressii
- Geranium erianthum
- Geranium eriostemon
- Geranium farreri Stapf.
- Geranium gardneri
- Geranium gracile
- Geranium gymnocaulon
- Geranium hanaense
- Geranium himalayense
- Geranium homeanum
- Geranium ibericum
- Geranium kauaiense
- Geranium knuthii
- Geranium koraiense
- Geranium koreanum
- Geranium krameri
- Geranium kurdicum
- Geranium libani
- Geranium microphyllum
- Geranium multiflorum
- Geranium nanum
- Geranium nepalense
- Geranium ocellatum
- Geranium palmatum
- Geranium peloponnesiacum
- Geranium platypetalum
- Geranium potentilloides
- Geranium reflexum
- Geranium renardii
- Geranium retrorsum
- Geranium richardsonii
- Geranium sessiliflorum
- Geranium shikokianum
- Geranium sibiricum
- Geranium sintenisii
- Geranium soboliferum
- Geranium solanderi
- Geranium subulatostipulatum
- Geranium thunbergii
- Geranium traversii
- Geranium tripartitum
- Geranium viscosissimum - Géranium visqueux
- Geranium vulcanicola
- Geranium wilfordii
- Geranium ×cantabrigiense
- Geranium yedoense
- Geranium yeoi

## Utilisations
Les feuilles de plusieurs espèces de Geranium sont comestibles crues ou cuites, mais elles sont généralement amères et astringentes en raison de leurs richesses en tanins.

## Galerie

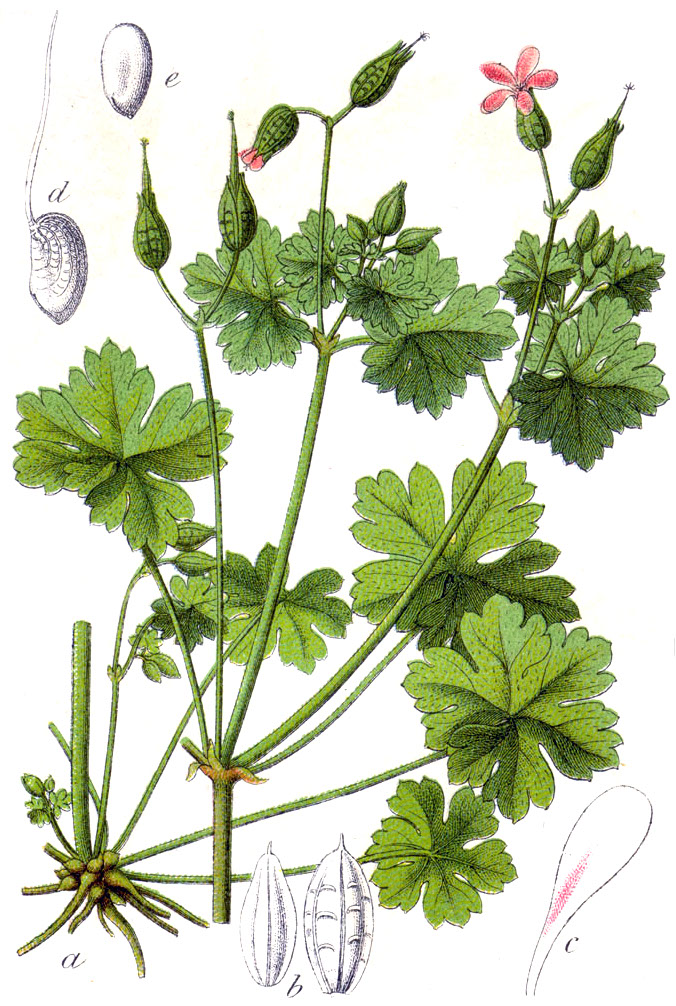
Dessin Geranium lucidum L.
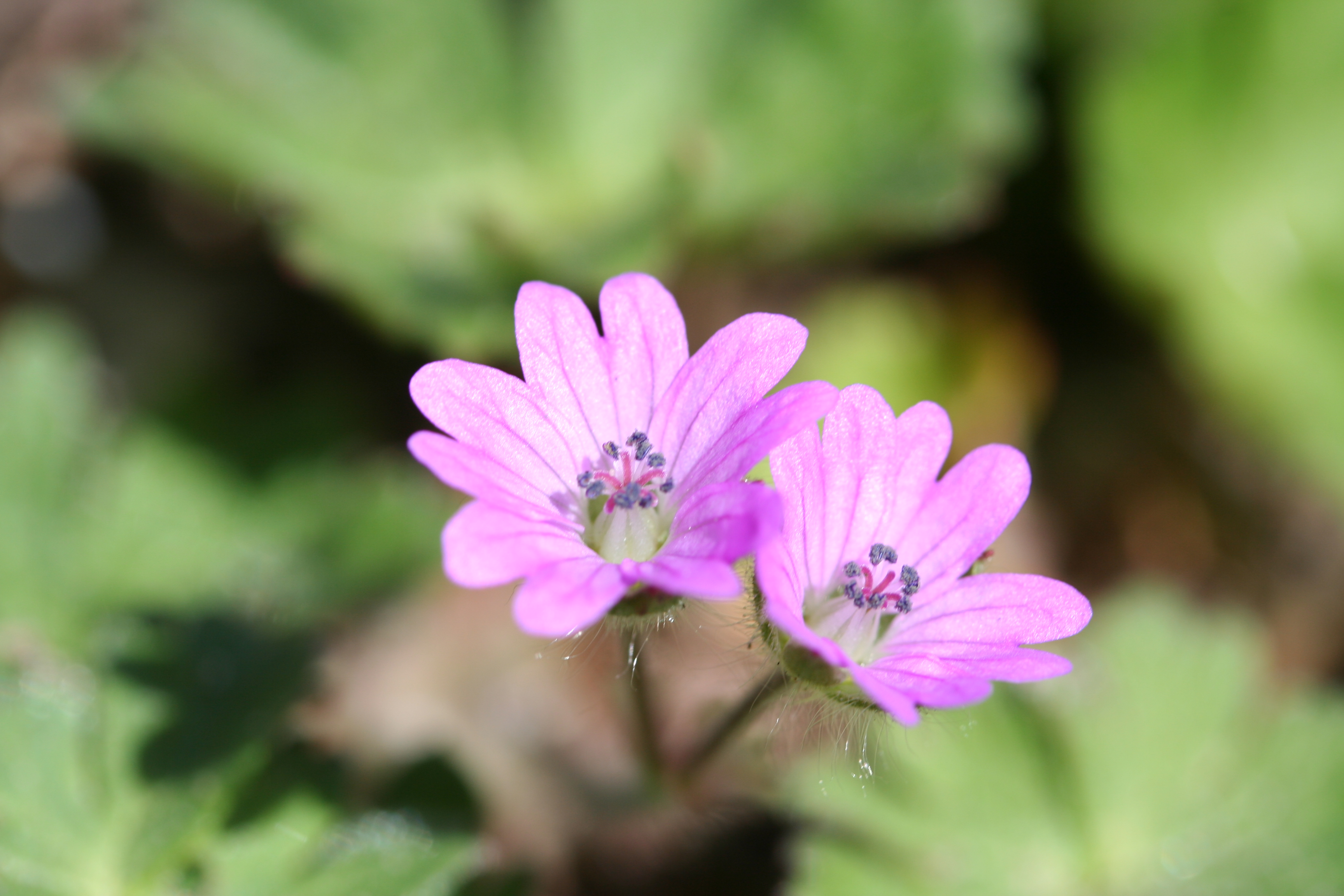
Deux fleurs de Geranium molle
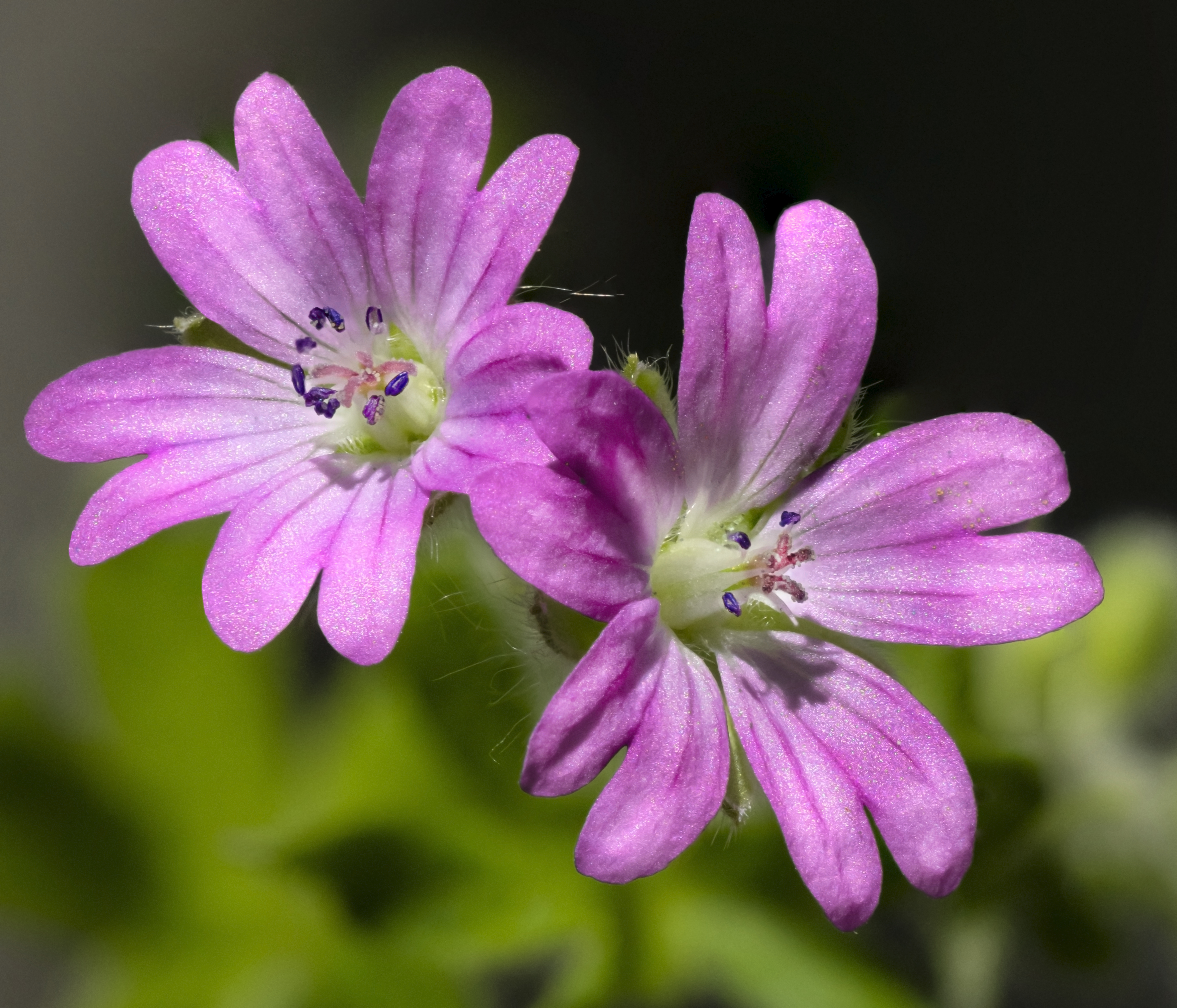
Geranium dissectum